# Foeniculósido I
El foeniculósido I es un estilbenoide. Es un glucósido del trímero estilbeno cis-miyabenol C. Se puede encontrar en el fruto foeniculi (fruto de Foeniculum vulgare).